# مارك جادج
مارك جادج (بالإنجليزية: Mark Judge)‏ هو كاتب وصحفي ومؤلف أمريكي، ولد في 1964.